# 奥诺特市镇
奥诺特市镇（俄语：Онотское муниципальное образование）是俄罗斯联邦伊尔库茨克州切列姆霍沃区所属的一个市镇。其下辖有个居民点，行政中心为奥诺特。据2016年统计，该市镇的人口为840人。